# Индийские сухопутные черепахи
Индийские сухопутные черепахи (лат. Indotestudo) — род сухопутных черепах.
В роде три редких вида черепах с длиной панциря до 30 см. Обитают в Южной и Юго-Восточной Азии.
Два вида (индийская и целебесская черепахи) занесены в Красную книгу МСОП.

## Виды
- Indotestudo elongata (Blyth, 1854) — Желтоголовая индийская черепаха, или продолговатая черепаха
- Indotestudo travancorica (Schlegel et Müller, 1844) — Индийская черепаха
- Indotestudo forstenii (Boulenger, 1907) — Целебесская черепаха

## Галерея
- Индийская черепаха
- Целебесская черепаха